# Sören Kaldma
Sören Kaldma (sinh 3 tháng 7 năm 1996) là một cầu thủ bóng đá Estonia thi đấu ở vị trí tiền vệ phòng ngự cho câu lạc bộ Meistriliiga Paide Linnameeskond và đội tuyển quốc gia Estonia.

## Sự nghiệp quốc tế
Kaldma ra mắt quốc tế cho Estonia ngày 19 tháng 11 năm 2017, trong chiến thắng 2–0 trên sân khách trước Fiji trong trận giao hữu.

## Danh hiệu

### Câu lạc bộ
Nõmme Kalju
- Cúp bóng đá Estonia: 2014–15